# Константин Презан
Константин Презан (*27 січня 1861, Бутіману — †27 серпня 1943, Бухарест) — один із чотирьох маршалів Румунії, герой Першої світової війни.

## Біографія
Народився 27 січня 1861 в Бутіману, син Константина і Александріни Презан.
Презан був кадровим офіцером. Навчався в престижних військових навчальних закладах в Румунії і Франції.
4 грудня 1888, в віці 27 років, одружився з Клементиною Банташ. Їх шлюб тривав всього чотири роки, в 1892 подружжя розлучилося. Від цього шлюбу, у пари була дочка, Констанція, яка народився в 1890, Восени, 8 листопада 1892 Презан одружився вдруге на Ользі Еліад. Від цього шлюбу дітей в нього не було.
Брав участь у Першій світовій війні, отримав численні нагороди та медалі, був обраний почесним членом Румунської академії і почесний член Академії наук Румунії, з 21 грудня 1935.
27 серпня 1943 в віці 82 років, маршал Константин Презан помер і похований у дворі своєї резиденції Schinetea. Він був похований за рахунок державних коштів. Його соратник Йона Антонеску своїй прощальній промові сказав, що маршал Презан, колишній начальник Генерального штабу румунської армії переміг у Першій світовій війні, «є символом праці, патріотизму і непохитної віри.»

## Нагороди
- Орден Білого Орла;
- Орден Михайла Хороброго;
- Орден святого Георгія.